# Elaphoglossum drakensbergense
Elaphoglossum drakensbergense är en träjonväxtart som beskrevs av Schelpe. Elaphoglossum drakensbergense ingår i släktet Elaphoglossum och familjen Dryopteridaceae. Inga underarter finns listade.